# Perdita semilutea
Perdita semilutea är en biart som beskrevs av Timberlake 1962. Perdita semilutea ingår i släktet Perdita och familjen grävbin. Inga underarter finns listade i Catalogue of Life.